# La rivolta (film 2001)
La rivolta (Uprising) è un film per la televisione del 2001 diretto da Jon Avnet.

## Trama
Un giorno, precisamente il 18 gennaio del 1943 i nazisti effettuano un rastrellamento nel ghetto di Varsavia in Polonia. Prendono in consegna molti ebrei, per trasferirli al campo di sterminio di Treblinka. Questo modo di procedere non era tuttavia una novità per gli ebrei di Varsavia; quel giorno un gruppo di giovani si ribellò al rastrellamento, creando noie ai nazisti per un mese: era infatti il giorno della rivolta del ghetto di Varsavia, quando gli ŻOB e gli ŻZW riuscirono a cacciare i nazisti dal ghetto.

## Controversie
Il film ha suscitato polemiche in Polonia, a causa di alcune carenze storiche e di come è stato mostrato l'atteggiamento dei polacchi durante l'Olocausto. È stato taciuto il fatto che i polacchi erano anche repressi e condannati allo sterminio da parte dei nazisti, mentre chi tentava di aiutare gli ebrei in Polonia rischiava di essere fucilato sul posto.